# Pseudohaje goldii

Verbreitungsgebiet von Pseudohaje goldii

Pseudohaje goldii ist eine Schlangenart aus der Familie der Giftnattern (Elapidae) und zählt zur Gattung der Waldkobras (Pseudohaje).

## Trivialnamen
Es existieren sowohl im Deutschen als auch im Englischen diverse umgangssprachliche Bezeichnungen, unter anderem Golds Waldkobra und Golds Baumkobra. Die ebenfalls häufig genannte Bezeichnung Schwarze Waldkobra kann zu Verwechslungen mit Pseudohaje nigra führen.

## Merkmale
Pseudohaje goldii erreicht eine Gesamtlänge zwischen 200 und 270 cm. Der Körper ist schlank gebaut. Der Kopf ist relativ kurz und setzt sich kaum vom Hals ab. Die Augen sind groß und besitzen eine runde Pupille. Der Schwanz ist lang, die Schwanzspitze besitzt einen spitzen Dorn. Der Körper ist oberseits glänzend blauschwarz gefärbt. Bauch, Kopfseiten und Schnauzenspitze weisen eine gelbliche oder weiße Färbung auf. Die Bauchschilde sind am Vorderkörper einfarbig, im hinteren Bereich schwarz gerandet und zum Schwanz hin schwarz werdend. Der für Kobras typische Hut, der als Drohgebärde durch Abspreizen der vorderen Rippen aufgestellt wird, ist bei Pseudohaje goldii kaum entwickelt und sehr schmal. Der Giftapparat besteht, wie für Giftnattern typisch, aus seitlich des Schädels befindlichen Giftdrüsen (spezialisierte Speicheldrüsen) und im vorderen Oberkiefer befindlichen, unbeweglichen Fangzähnen (proteroglyphe Zahnstellung).

### Pholidose
Die Pholidose (Beschuppung) zeigt folgende Merkmale:
- 7 bis 8 Oberlippenschilde (Supralabialia),
- 8 Unterlippenschilde (Sublabialia),
- 15 Reihen glatter Rumpfschuppen (Scuta dorsalia),
- 185 bis 205 Bauchschilde (Scuta ventralia),
- 76 bis 94 paarige Unterschwanzschilde (Scuta subcaudalia) und
- 1 geteiltes Analschild (Scutum anale).

## Systematik
Die wissenschaftliche Erstbeschreibung erfolgte durch George Albert Boulenger unter der Bezeichnung Naia goldii im Jahr 1895. Das Artepitheton ehrt George Taubman Goldie.
Es sind molekularbiologische Untersuchungen notwendig, um den phylogenetischen Status gegenüber Pseudohaje nigra zu klären, das heißt, ob es sich um verschiedene Spezies oder um Populationen derselben Spezies handelt.

## Verbreitung
Das Verbreitungsgebiet liegt in Subsahara-Afrika und umfasst Areale in Angola (einschließlich Cabinda), Burundi, Kamerun, Zentralafrikanische Republik, Demokratische Republik Kongo, Republik Kongo, Äquatorialguinea, Gabun, Ghana, Kenia, Nigeria, Ruanda und Uganda. Es werden Gebiete in Höhen bis 1700 m besiedelt. Der Lebensraum wird durch waldige, baumbestandene und zumeist gewässernahe Biotope dargestellt. Pseudohaje goldii ist weit verbreitet, die Dichte der Populationen ist jedoch vermutlich sehr gering. Die Art wird selten angetroffen.

## Lebensweise
Pseudohaje goldii führt eine tag- und nachtaktive sowie kletternde Lebensweise. Möglicherweise ist sie gelegentlich aquatisch. Zum Beutespektrum zählen in erster Linie Froschlurche sowie kletternde Kleinsäuger. Jagd und Nahrungsaufnahme erfolgen häufig am Boden. Zur Verdauung zieht sich die Art in das Geäst der Bäume zurück. Die Fortpflanzung erfolgt durch Oviparie, also eierlegend. Ein Gelege kann 10 bis 20 Eier, welche circa 50 × 25 mm groß sind, umfassen. Die Jungschlangen messen beim Schlupf circa 40 cm. Pseudohaje goldii flieht bei Bedrohung rasch, in die Enge getrieben setzt sie sich jedoch durch Drohgebärden (Zischlaute und aufgerichteter, abgeflachter Vorderkörper) und Giftbisse zur Wehr. In ihren Bewegungen ist die Schlange äußerst behände.

## Schlangengift
Über die Zusammensetzung und Pharmakologie des Giftsekrets von Pseudohaje goldii sowie klinische Berichte über Vergiftungsfälle ist wenig bekannt. Giftbisse müssen jedoch ernst genommen und als potentiell lebensbedrohlich betrachtet werden. Eine medizinische Überwachung über mindestens 18 Stunden ist angeraten. Das Vorhandensein äußerst potenter Neurotoxine wird vermutet. Lebensbedrohliche Komplikationen können demnach Lähmungserscheinungen bis hin zur Paralyse sein. Eine periphere Atemlähmung kann zum Tod führen. Da es nur selten zu Begegnungen mit dem Menschen kommt und die Schlange sich nur in Bedrängnis und ohne Fluchtoption mit Giftbissen zur Wehr setzt, sind Zwischenfälle kaum bekannt. Angaben zu Todesfällen durch Giftbisse der Art sollten kritisch betrachtet werden.